# Cineclub Duero
El Cineclub Duero es un cineclub fundado en Aranda de Duero (Burgos, España) en 1960. En 2020 celebró su sexagésimo aniversario de programación ininterrumpida, siendo así el cineclub en activo más antiguo de Castilla y León.

## Historia
Empezó su andadura cuando un grupo de personas (como Ángel Pellicer, Gonzalo Fernández Contra, Ramón Mira y Julio López Laguna) promovieron en septiembre de 1960 la creación de un cineclub en Aranda de Duero para dinamizar la vida cultural de la localidad, si bien los estatutos no recibieron la aprobación del Gobierno Civil de Burgos hasta el 21 de agosto de 1961. Desde entonces, ha tenido un importante papel en la vida cultural de Aranda de Duero.
El 29 de octubre de 1961, el salón de actos de la emisora Radio Juventud acogió la primera proyección del cineclub: “Inolvidable juventud” (Franco Rossi, 1955). Tras dos años proyectando en 16mm en Radio Juventud, tuvo que cambiar frecuentemente su sede: el Cine Principal (1963 y 1977), la Casa Sindical (1968), el Teatro Cine Aranda (1969, 1977), el Colegio de las Madres Dominicas (1969), el salón Clunia Teatro de Cámara (1971 y 1980), la Asociación Cultural Antonio Machado (1981) y, definitivamente, el Teatro Cine Aranda (1982), que perdura como sede en 2016.
El vigesimoquinto aniversario se celebró en la segunda quincena de mayo de 1985 y  reunió a cineastas como Víctor Erice, Pilar Miró, Josecho San Mateo, Imanol Uribe, Fernando Colomo, Manuel Gutiérrez Aragón o Francesc Bellmunt, que son socios de honor del cineclub. Otros socios de honor son Félix Murcia (ganador de cinco Premios Goya como director artístico) y directores de cine y actores como Patricia Ferreira, Joaquín Oristrell, Carmen Maura, Carmelo Gómez, Luis Tosar o Montxo Armendariz, entre otros.
Entre sus actividades, además de la programación semanal de películas, destaca la celebración anual de la Semana de Cine Europeo.
Durante la temporada 2010-11 celebra su cincuenta aniversario con actividades especiales y recibe diversas muestras de reconocimiento por parte de instituciones y otras asociaciones de la localidad.